# Horner-Syndrom
Horner-Syndrom (auch Horner-Trias und Hornersches Syndrom) wird die spezifische Form einer Nervenschädigung genannt, die durch den Ausfall des Sympathikuskopfteils bzw. Halssympathikus, eines Teils des unwillkürlichen Nervensystems, verursacht wird. Es weist einen zumeist einseitig vorkommenden, dreiteiligen Symptomkomplex (Trias) auf, bestehend aus einer Pupillenverengung (Miosis), dem Herabhängen des Oberlids (Ptosis) und einem gering in die Augenhöhle eingesunkenen Augapfel (Enophthalmus).
Das Krankheitsbild ist nach dem Schweizer Augenarzt Johann Friedrich Horner und seiner Beschreibung aus dem Jahre 1869 benannt. Unter Bezug auf eine frühere Beschreibung durch den französischen Physiologen Claude Bernard werden die Bezeichnungen Bernard-Horner-Syndrom oder Claude Bernard-Horner-Syndrom synonym verwendet.

## Symptome

Linksseitiges Horner-Syndrom

### Pupillenverengung
Die Pupillenverengung (Miosis) tritt durch den Ausfall des sympathisch innervierten Musculus dilatator pupillae (Pupillenerweiterer) in der Regenbogenhaut ein. Es tritt dadurch ein Dilatationsdefizit im Dunkeln auf, d. h. die Pupille erweitert sich nicht wie normalerweise im Dunkeln. Betroffene berichten daher manchmal von Sehschwierigkeiten in dunkler Umgebung.

### Retraktion des Augapfels
Der in die Augenhöhle zurückgesunkene Augapfel (Enophthalmus) entsteht durch den Ausfall des sympathisch innervierten Musculus orbitalis. Es handelt sich dabei um glatte Muskulatur in der Periorbita, der äußeren Bindegewebshülle des Auges. Der Tonus dieses Muskels sorgt normalerweise dafür, dass das Auge leicht nach außen gedrückt wird. Diese Form des Enophthalmus ist, entgegen den bei Krämpfen der äußeren quergestreiften Augenmuskeln (Musculus retractor bulbi, Musculi recti bulbi), kaum sichtbar. In der Fachliteratur finden sich unterschiedliche Meinungen darüber, ob der Enophthalmus beim Hornersyndrom durch die Ptosis lediglich vorgetäuscht (Pseudoenophthalmus) oder durch die Beeinträchtigung des Musculus orbitalis tatsächlich vorhanden ist.
Bei Tieren kann ein partieller Vorfall der Nickhaut (auch als „drittes Augenlid“ bezeichnet) auftreten.

### Herabhängen des Oberlids
Das Herabhängen des Oberlids (Ptosis) ist durch den Ausfall des ebenfalls aus glatter Muskulatur bestehenden und sympathisch innervierten Musculus tarsalis (auch Müllerscher Muskel) bedingt. Dieser Muskel rafft am gesunden Auge das Augenlid in vertikaler Richtung.
Der eigentliche Hebermuskel des oberen Augenlids, der Musculus levator palpebrae superioris, ist deutlich kräftiger und besteht aus quergestreifter Muskulatur. Er wird vom Nervus oculomotorius somatomotorisch innerviert und ist daher beim Hornersyndrom nicht betroffen. Die Ptosis ist beim Hornersyndrom geringer ausgeprägt als bei einem Ausfall des Nervus oculomotorius. Während zudem bei Levatorlähmungen eine inkomitierende Ptosis vorliegt, ist das Ausmaß der Ptosis beim Hornersyndrom in allen Blickrichtungen annähernd gleich.

### Weitere Anzeichen
Neben diesen klassischen drei Hauptsymptomen (Trias) am Auge treten bei einem Sympathikusausfall weitere Symptome wie Gefäßerweiterung (Vasodilatation) mit Rotfärbung und Hyperthermie einer Gesichtshälfte und verminderte Schweißsekretion im betroffenen Gesichtsteil (Anhidrose) auf. Pigmentflecken im Auge, unterschiedliche Pupillenweite und verschiedene Färbung der Regenbogenhaut sind weitere Indizien.

## Pathophysiologie
Durch Ausfälle entlang des anatomischen Verlaufs der sympathischen Innervation der Kopfregion lassen sich die einzelnen Symptome des Horner-Syndroms erklären und werden nachfolgend für den peripheren Anteil, also nicht den zentralnervösen Anteil, dargestellt:
- Erstes Neuron (erste Nervenzelle): Die Zellkörper (Somata) des Sympathikus sind im oberen Thorakalmark (Brustteil des Rückenmarks) lokalisiert. Von dort aus ziehen Axone (Fortsätze von Neuronen) in Richtung der entsprechenden Ganglien.
- Ganglion stellatum: Die Axone der Nervenzellen des Sympathikus verlaufen innerhalb des Grenzstrangs kopfwärts. Die für die Horner-Trias relevanten Nervenzellfortsätze durchqueren das Ganglion stellatum, ohne dort umgeschaltet zu werden. Ein Horner-Syndrom kann beispielsweise ein Hinweis auf eine erfolgreich durchgeführte Stellatumblockade sein.
- Halsteil des Sympathikus: Er kommt bei den meisten Säugetieren als Truncus vagosympathicus vor. Dieser Stamm zieht am Hals zusammen mit der Arteria carotis communis dorsal (auf der zum Rücken weisenden Seite) von Speise- und Luftröhre in Richtung Kopf.
- Zweites Neuron: Die Umschaltung erfolgt beim Menschen im Ganglion cervicale superius, bei Tieren als Ganglion cervicale craniale bezeichnet. Dieses Ganglion befindet sich ventral (bauchwärts) der oberen Halswirbel. Bei Tieren ist es kaudal (schwanzwärts), nahe der Schädelbasis zu finden.
- "Plexus caroticus internus": Auf dem weiteren Weg können die sympathischen Fasern bei der Passage (ohne Umschaltung) durch den Plexus caroticus internus durch eine Dissektion der A. carotis interna geschädigt werden.
- Ganglion ciliare: Die sympathischen Nervenfasern passieren dieses hinter dem Auge gelegene parasympathische Ganglion ohne weitere Umschaltung und gelangen so zum Auge.

Bezogen auf das Ganglion cervicale superius wird eine präganglionäre von einer postganglionären Schädigung der sympathischen Innervation der Kopfregion unterschieden. Letztere wird generell als weniger gefährlich eingestuft.

## Ursächliche Krankheiten
Ein Horner-Symptomenkomplex kann unter anderem bei folgenden Erkrankungen und Zuständen vorkommen:
- Dissektion der Arteria carotis communis, der Arteria carotis interna oder der Arteria vertebralis[8]
- Pancoast-Tumor
- zervikale Syringomyelie
- Wallenberg-Syndrom
- Stellatumblockade
- Verletzungen im Bereich der Brust- und Halswirbelsäule
- untere Armplexuslähmung (Typ Klumpke)
- Neuroblastom
- Struma
- Schilddrüsenkrebs
- Cluster-Kopfschmerz
- Ösophagus-Karzinom
- als Nebenwirkung bei einer interskalenären Blockade
- als Komplikation bei einem thorakalen Aortenaneurysma
- als eine seltene Komplikation einer cervicalen Herpes Zoster Infektion.
- als seltene Komplikation einer Punktion der Vena jugularis interna[9][10][11].
- als Komplikation bei fortgeschrittener Diphtherie einhergehend mit Polyneuritis und damit verbundener Nervus Rekurrensparese

## Diagnosestellung
1. Die Pupillenweite wird mit einem Pupillometer jeweils im Hellen und im Dunkeln gemessen.
2. Kokaintest:[12] eine Stunde nach Instillation von Kokain, einem indirekten Sympathomimetikum, wird die Pupillenweite erneut abgelesen. Ist die Seitendifferenz der Pupillenweite (Anisokorie) weiterhin größer als ein Millimeter, ist das Vorliegen eines Hornersyndroms sehr wahrscheinlich.
3. Pholedrintest:[13] Erweitert Pholedrin die Pupille beim Hornersyndrom, muss der Schaden das erste Neuron im Hypothalamus oder das zweite Neuron im Nucleus intermediolateralis betreffen. Bei fehlender Erweiterung ist das dritte Neuron, dessen Zellkörper im Ganglion cervicale superius liegt, betroffen. Mit diesem Test ist allerdings keine Differenzierung zwischen Läsion des ersten und zweiten Neurons möglich.

## Therapie
Eine Therapie ist nicht bekannt. In Einzelfällen wird berichtet, dass sich je nach Ursache die äußeren Symptome von selbst nach ein paar Monaten teilweise wieder zurückbilden.